# キャロル郡 (テネシー州)
座標: 北緯35度59分 西経88度27分 / 北緯35.98度 西経88.45度
キャロル郡（キャロルぐん、英: Carroll County）は、アメリカ合衆国のテネシー州にある郡。郡庁所在地はハンティンドン (Huntingdon)である。2000年国勢調査時の人口は2万9475人だったが、2005年の推計では2万9121人と微減した。テネシー州知事を務めたウィリアム・キャロルにちなみ名づけられた。

## 地理
国勢調査局によると、この郡の総面積は1554平方キロ（600平方マイル）で、うち1551平方キロ（599平方マイル）が陸地、総面積の0.14%にあたる2平方キロ（1平方マイル）が水域となっている。
隣接する郡
- ヘンリー郡（北東）
- ベントン郡（東）
- ディケーター郡（南東）
- ヘンダーソン郡（南）
- マディソン郡（南西）
- ギブソン郡（西）
- ウィークリー郡（北西）

公園
- ナッチェズトレイス州立公園

## 人口動態

2000年国勢調査の結果をもとに作成した郡の人口ピラミッド

2000年の国勢調査時点で、この郡には2万9475人、1万1779世帯、8398家族が暮らしている。人口密度は1平方キロあたり19人で、平方マイルに換算すると49人となる。住居数は1万3057軒で、1平方キロに平均8軒（1平方マイルあたりでは22軒）が建っていることになる。住民のうち白人は87.68%、アフリカ系は10.35%、ネイティブ・アメリカンは0.24%、アジア系は0.16%、太平洋諸島系は0.02%、その他の人種は0.45%、混血は1.10%、ヒスパニック（ラテン系）は1.31%を占める。
1万1779世帯のうち30.0%は18歳未満の子供と暮らしており、56.3%は夫婦で生活している。11.5%は未婚の女性が世帯主であり、28.7%は家族以外の住人と同居している。25.8%が独り身世帯で、12.7%を独居老人の世帯が占める。1世帯あたりの平均構成人数は2.42人、家庭の平均構成人数は2.90人である。
住民のうち23.2%が18歳未満の未成年、8.4%が18歳以上24歳以下、26.7%が25歳以上44歳以下、24.4%が45歳以上64歳以下、17.3%が65歳以上となっており、平均年齢は39歳である。女性100人に対して男性が92.3人いる一方、18歳以上の女性100人に対しては89.8人いる。
一世帯あたりの平均収入は3万463米ドル、家族ごとでは3万6880米ドルである。男性の平均収入は2万9904米ドル、女性の平均収入は2万24米ドルで、労働者でない人々も含めた住民一人当たりの収入は1万6251米ドルとなる。総人口の13.9%、家族の10.9%、18歳未満の子供の17.9%、および65歳以上の高齢者の13.4%は貧困線以下の収入で生計を立てている。

## メディア
ラジオ局
- WAKQ-FM 105.5 "Today's Best Music with Ace & TJ in the Morning"
- WTPR-AM 710 "The Greatest Hits of All Time"
- WTPR-FM 101.7 "The Greatest Hits of All Time"
- WEIO "100.9 The Farm"

新聞
- テネシー・マグネット・パブリケーションズ

## 都市および町
- アットウッド (en:Atwood, Tennessee)
- ブルーストン (en:Bruceton, Tennessee)
- クラークスバーグ (en:Clarksburg, Tennessee)
- ホロウロック (en:Hollow Rock, Tennessee)
- ハンティンドン (en:Huntingdon, Tennessee)
- マッケンジー (en:McKenzie, Tennessee)
- マクリモアーズビル (en:McLemoresville, Tennessee)
- トレゼバント (en:Trezevant, Tennessee)

非法人地域
- ラビニア (Lavinia)
- ウェストポート (Westport)
- ユマ (Yuma)
- シーダーグローブ (Cedar Grove)